# كارلو وولف
كارلو وولف (بالإنجليزية: Carlo Wolff)‏ هو صحفي أمريكي، ولد في 22 يوليو 1943 في دالاس في الولايات المتحدة.

## وصلات خارجية
- الموقع الرسمي